# Cathrinesminde Teglværk
Cathrinesminde Teglværk er et tidligere teglværk ved Flensborg Fjord på Broager Land i Sønderborg. Det er nu museum og en del af Museum Sønderjylland. Det er teglværksmuseum og er en afdeling for industrihistorie. Museet er bygget op omkring det gamle produktionsanlæg, med lergrav, ælte- og formemaskiner, tørrelader, ringovn mv. Udstillingen gennemgår teglets historie gennem tiderne. De gamle arbejderboliger kan besøges. Der er også et historisk værksted, hvor skoleklasser kan lære om teglproduktionen. I 2007 blev Cathrinesminde Teglværk udpeget til nationalt industriminde.
Det store industrielle anlæg er det sidste bevarede ringovns-teglværk i Sønderjylland. Ringovnen er 35 meter lang. Dertil kommer lange tørrelader og et komplet funktionsdygtigt maskineri til fremstilling af alle former for teglsten. Bag teglværket ligger to store lergrave, hvor råmaterialet blev hentet.
Museets ekspertise har været brugt af frilandsmuseet Middelaldercentret ved Nykøbing Falster i forbindelse med en milebrænding i efteråret 2012, hvor man over tre dage forsøgte at brænde munkesten. Stenene skulle bruges til opførslen af en middelalderlig kirke på stedet.

## Historie
Cathrinesminde Teglværk er oprettet i 1732, hvor der var stor efterspørgsel efter teglsten i København, som var brændt i 1728. Teglværket fik en moderne ringovn i 1892.